# Estación de Benahadux-Pechina
Benahadux-Pechina es una estación de ferrocarril situada en el municipio español de Benahadux, en la provincia de Almería, aunque presta también servicio al municipio de Pechina. En la actualidad las instalaciones no disponen de servicios de viajeros, aunque pueden ser utilizadas como apartadero para efectuar cruces entre trenes de viajeros y de mercancías. La estación está clasificada como instalación logística por Adif.

## Situación ferroviaria
Las instalaciones se encuentran situadas en el punto kilométrico 239,084 de la línea férrea de ancho ibérico Linares Baeza-Almería, a 111 metros de altitud sobre el nivel del mar, entre las estaciones de Gádor y Huércal-Viator. El trazado es de vía única y está electrificado.

## Historia
La estación fue inaugurada en 1895 con la apertura del tramo Guadix-Almería de la vía férrea que pretendía unir el centro minero de Linares con el puerto de Almería, objetivo que no se alcanzó hasta 1899 debido a las dificultades orográficas encontradas en algunos tramos. Las instalaciones de Benahadux fueron construidas por la Compañía de los Caminos de Hierro del Sur de España. En 1929 el recinto ferroviario pasó a manos de la Compañía de los Ferrocarriles Andaluces, empresa que desde 1916 ya venía gestionando las líneas e infraestructuras de «Sur de España».
En 1941, con la nacionalización de los ferrocarriles de ancho ibérico, las instalaciones pasaron a manos de la recién creada RENFE. Con el paso de los años la estación entró en declive y acabaría siendo cerrada al tráfico de pasajeros. Desde el 1 de enero de 2005, con la división de RENFE en Renfe Operadora y Adif, esta última es la titular de las instalaciones.

## Instalaciones
La estación dispone de un edificio de viajeros, de carácter histórico. Las instalaciones constan de cuatro vías y dos andenes, uno central y uno lateral. Dos de las vías son de apartadero y acaban en toperas. Las instalaciones se completan con dos rampas destinadas a la carga de vehículos, las cuales normalmente son utilizadas para la formación de trenes militares. Se da la circunstancia de que en el cercano municipio de Viator se encuentra la base militar «Álvarez de Sotomayor», sede de la Brigada «Rey Alfonso XIII» II de la Legión.